# 6月6日 (旧暦)
旧暦6月6日（きゅうれきろくがつむいか）は旧暦6月の6日目である。六曜は大安である。

## できごと
- 顕慶5年（ユリウス暦660年7月18日） - 百済が唐・新羅連合軍により滅ぼされる
- 弘安4年（ユリウス暦1281年6月23日） - 弘安の役。元軍が九州に再襲来
- 文久3年（グレゴリオ暦1863年7月21日） - 長州藩の高杉晋作らが奇兵隊を結成

## 誕生日
- 明治3年（グレゴリオ暦1870年7月4日） - 巖谷小波、童話作家・俳人（+ 1933年）
- 明治4年（グレゴリオ暦1871年7月23日） - 牧口常三郎、創価教育学会（後の創価学会）初代会長（+ 1944年）

## 忌日
- 長元4年（ユリウス暦1031年7月28日） - 平忠常、武将・千葉氏の祖（* 967年）
- 寛保2年（グレゴリオ暦1742年7月7日） - 早野巴人、俳人・与謝蕪村の師（* 1676年）

## 記念日・年中行事
- 太陽暦改元前、6歳の旧暦6月6日に芸事を始めるならわしがあった。
- 幕末期には、6歳の旧暦6月6日が寺子屋に入学する日とされた[1]。